# 야마시타 켄지로
야마시타 켄지로(일본어: 山下 健二郎, 1985년 5월 24일 ~ )는 일본의 댄서이며, 3대째 J Soul Brothers의 멤버이다.
교토부 출신. LDH 소속.

## 내력
2009년, 《제1회 극단 EXILE 오디션》에 합격.
2010년 4월, 극단 EXILE 카제구미의 멤버가 된다. 9월 18일, 《EXILE LIVE TOUR 2010 FANTASY》 고베 공연 리허설 때, HIRO로부터 3대째 J Soul Brothers 가입 결정이 알려진다. 9월 27일, 《FANTASY 후야제 ~EXLE 혼~》에서, 첫 피로된다. 11월 10일, 싱글 〈Best Friend's Girl〉로 데뷔.
2011년 7월 19일, 병행해 활동하고 있던 극단 EXILE 카제구미를 탈퇴한다.

## 출연

### 드라마
- 비바 BLUES 제7화 (2011년 8월 17일, 닛폰 TV)
- 프레네미 ~시궁쥐의 거리~ (2013년 7월 ~ 9월, 닛폰 TV) - 죠가사키 켄이치 역
- 극악 간보 제5화 (2014년 5월 12일, 후지 TV) - 오니키리 마사오 역
- 어느 날, 오리 버스 (2015년 7월 5일 ~ 8월 23일, NHK BS 프리미엄) - 나미키 코스케 역
- 나폴레옹의 마을 (2015년 7월 ~ 9월, TBS) - 미사키 나오토 역
- HiGH&LOW~THE STORY OF S.W.O.R.D.~ (2015년 10월 ~ 12월, 닛폰 TV) - 단 역
  - HiGH&LOW Season2 (2016년 4월 ~ 6월)

### 영화
- HiGH&LOW THE MOVIE (2016년, 쇼치쿠) - 단 역

### 라디오
- 3대째 J Soul Brothers 야마시타 켄지로의 올나이트 닛폰 (2015년 4월 3일 ~ 2019년 3월 29일 , 닛폰 방송)